# Grzegorz Łukomski
Grzegorz Łukomski (ur. 20 marca 1956) – polski historyk, profesor nauk humanistycznych.

## Życiorys
W 1979 ukończył studia historyczne na Uniwersytecie im. Adama Mickiewicza. Tam w 1990 obronił pracę doktorską Bernard Chrzanowski. Działacz polityczny i oświatowy napisaną pod kierunkiem Bernarda Piotrowskiego. W 2001 uzyskał na Uniwersytecie Łódzkim stopień doktora habilitowanego, na podstawie pracy Problem "korytarza" w stosunkach polsko-niemieckich i na arenie międzynarodowej 1919–1939. Studium polityczne, w 2010 otrzymał tytuł profesora nauk humanistycznych.
W latach 1986–2005 pracował w Archiwum UAM, był jego kierownikiem w latach 1991–2005. Do 2011 pełnił funkcję Zastępcy Dyrektora Instytutu Historii Akademii im. Jana Długosza w Częstochowie ds. Naukowych. Od 2011 pracuje w Instytucie Kultury Europejskiej Uniwersytetu im. Adama Mickiewicza, mieszczącym się w Gnieźnie. Tam był kierownikiem Zakładu Studiów Gnieźnieńskich.
Specjalizuje się w archiwistyce, historii wojskowości, niemcoznawstwie i regionalistyce. Jego zainteresowania badawcze koncentrują się wokół problematyki historii politycznej i wojskowej oraz antropologii kultury kresów wschodnich i zachodnich Rzeczypospolitej (XIX i XX w.); tożsamości i kultury politycznej polskiej diaspory cywilnej i wojskowej po drugiej wojnie światowej, zwłaszcza na terenie Wielkiej Brytanii; niemcoznawstwa w zakresie badań polsko – niemieckich odniesień kulturowych na terenie Wielkopolski i Pomorza; biografistyki i dziejów ziem Rzeczypospolitej (XIX i XX w.).
Autor i współautor 24 książek, ponad 80 artykułów około 40 recenzji i omówień oraz około 150 biogramów i not biograficznych w słownikach i encyklopediach (łącznie blisko 300 pozycji): Ponadto m.in. jest członkiem zespołu redakcyjnego czasopisma wojskowo-historycznego (sekretarz redakcji) „. Problematyka i Historia Wojskowości. Studia i Materiały” (Warszawa – Londyn), wydawanego od 1993 r. we współpracy z Instytutem Polskim i Muzeum im. gen. Sikorskiego w Londynie (dotąd ukazało się dwadzieścia jeden tomów pisma); oraz serii wydawniczej „Biblioteka Marsa” (Wydawnictwo „Adiutor” – Warszawa); wieloletnim współpracownikiem Instytutu Polskiego i Muzeum im. gen. Sikorskiego; Komisji Historycznej b. Sztabu Głównego w Londynie oraz Towarzystwa Przyjaciół Rapperswilu. Współautor słownika biograficznego „Kawalerowie Virtuti Militari 1792–1945”.
Ponadto popularyzuje wiedzę historyczną na łamach prasy krajowej i zagranicznej, a także w programach radiowych i telewizyjnych, m.in. cykliczne publikacje i stała współpraca z londyńskim „Tygodniem Polskim” i innymi czasopismami londyńskimi, współpraca z TVP3 i WTK w Poznaniu oraz TVP Historia.
W 1998 r. za dorobek badawczo-naukowy na temat powstania wielkopolskiego wyróżniony statuetką „Dobosz Powstania Wielkopolskiego”, przyznawaną przez Zarząd Główny Towarzystwa Pamięci Powstania Wielkopolskiego 1918/1919.
W 2015 r. był członkiem jury Konkursu „Książka Historyczna Roku”.

## Publikacje
- Wojna polsko-bolszewicka 1919–1920 : działania bojowe: kalendarium. T. 1 (1 stycznia 1919 – 29 lutego 1920 r.). T. 2 (Marzec – październik 1920 r.) (1990, wraz z Bogusławem Polakiem i Mieczysławem Wrzoskiem)
- Walka o Wilno: z dziejów samoobrony Litwy i Białorusi 1918–1919 (1994, wraz z Rafałem E. Stolarskim)
- W obronie Wilna, Grodna i Mińska: Front Litewsko-Białoruski wojny polsko-bolszewickiej 1918–1920 (1994, wraz z Bogusławem Polakiem)
- Wojna polsko-ukraińska 1918–1919 : działania bojowe, aspekty polityczne, kalendarium (1994, wraz z Bogusławem Polakiem i Czesławem Partaczem)
- Kawalerowie Virtuti Militari 1792–1945. T. 4 (1939–1945). Cz. 1 (1995, praca zbiorowa)
- Generalski konterfekt: biografia zbiorowa dowódców częstochowskiej 7 Dywizji Piechoty 1921–1939 (1995, wraz z Bogusławem Polakiem)
- Kawalerowie Virtuti Militari 1792–1945 : wykazy odznaczonych za czyny z lat 1863–1864, 1914–1945 (1997, wraz z Bogusławem Polakiem i Andrzejem Suchcitzem)
- Dzieje 26 Pułku Ułanów Wielkopolskich imienia hetmana Jana Karola Chodkiewicza: 1920–1939 (1998, wraz z Jerzym Jarząbkiewiczem)
- Powstańcze tradycje Opalenicy (2000, wraz z Bogumiłem Wojcieszakiem)
- Problem „korytarza” w stosunkach polsko-niemieckich i na arenie międzynarodowej: 1919–1939 : studium polityczne (2000)
- Jarogniew Drwęski (1875-1921): biografia Wielkopolanina wybitnego na tle epoki (2003)
- Polskie formacje wojskowe w Rosji 1914–1920 (2003, wraz z Piotrem Bauerem)
- Myśl polityczna i propaganda: świadomość i cele polskich zmagań w latach 1919–1945 (2004, wraz z Tadeuszem Dubickim i Eugeniuszem Ponczkiem)
- Bernard Chrzanowski (1861-1944): biografia Polaka zachodniokresowego (2005)
- Generał brygady Antoni Szymański (1894-1973): Wielkopolanin – żołnierz i dyplomata (2006)
- Józef Mackiewicz (1902 – 1985). Intelektualista u źródeł antykomunizmu ideowego (2011, 2019)
- Aleksander Bregman (1906 – 1967). Życie niedokończone (2012)
- Polityczna przestrzeń polskości w XX w. Bezpieczeństwo polityczne Rzeczypospolitej z perspektywy racji stanu (2013)
- Sergiusz Piasecki (1901-1964): Przestrzenie wolności antykomunisty ideowego. Studium historyczne (2021)
- Józef Mackiewicz (1902–1985). Antykomunizm jako imperatyw kategoryczny, LTW, 2022, s. 308, ISBN 978-83-7565-786-9 (pol.).